# Reformierte Kirche am Calvinplatz

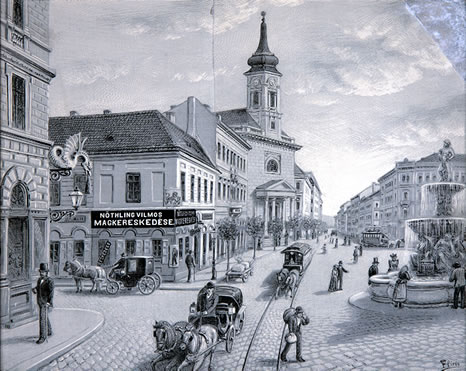
Die Reformierte Kirche am (damaligen) Heumarkt in den 1880er Jahren.

Die Reformierte Kirche am Calvinplatz (ung. Kálvíntéri református templom) in Budapest ist die bedeutendste Kirche der Reformierten Kirchengemeinde H.B. in der ungarischen Hauptstadt. Nach der Evangelischen Kirche A.B. am Deákplatz ist sie die zweitgrößte protestantische Kirche von Budapest. Die Kirche befindet sich in der Franzstadt (ung. Ferencváros), im IX. Bezirk der Stadt.

## Geschichte

### Kirche
Im Jahre 1796 stellte der wiedererstandene Kirchenkonvent der Ungarischen Reformierten Kirche einen Antrag auf den Bau eines eigenen Kirchenbaus. 1801 erhielt die Gemeinde die Genehmigung der Stadt, außerhalb der Stadtmauern hinter dem (damaligen) Kecskeméter Stadttor, auf dem Gelände des ehemaligen osmanischen Friedhofes, eine Kirche zu errichten. 
Auf diesem von der Stadt Pest der Gemeinde überlassenen Grundstück auf dem damaligen „Heumarkt“ wurde zuerst ein Bethaus mit Wohnung des Pfarrers errichtet. Nach Plänen von Antal Balla errichtete der Baumeister Joseph Hofrichter zwischen 1802 und 1804 einen einfachen einstöckigen Bau, in welchem im Erdgeschoss das Bethaus mit Schule und in der ersten Etage die Wohnung für den Pfarrer eingerichtet wurden. Das Kirchen-Consistorium sprach sich auch für die Aufnahme eines Schulbetriebes, der durch einen Kantor gewährleistet werden sollte, aus.

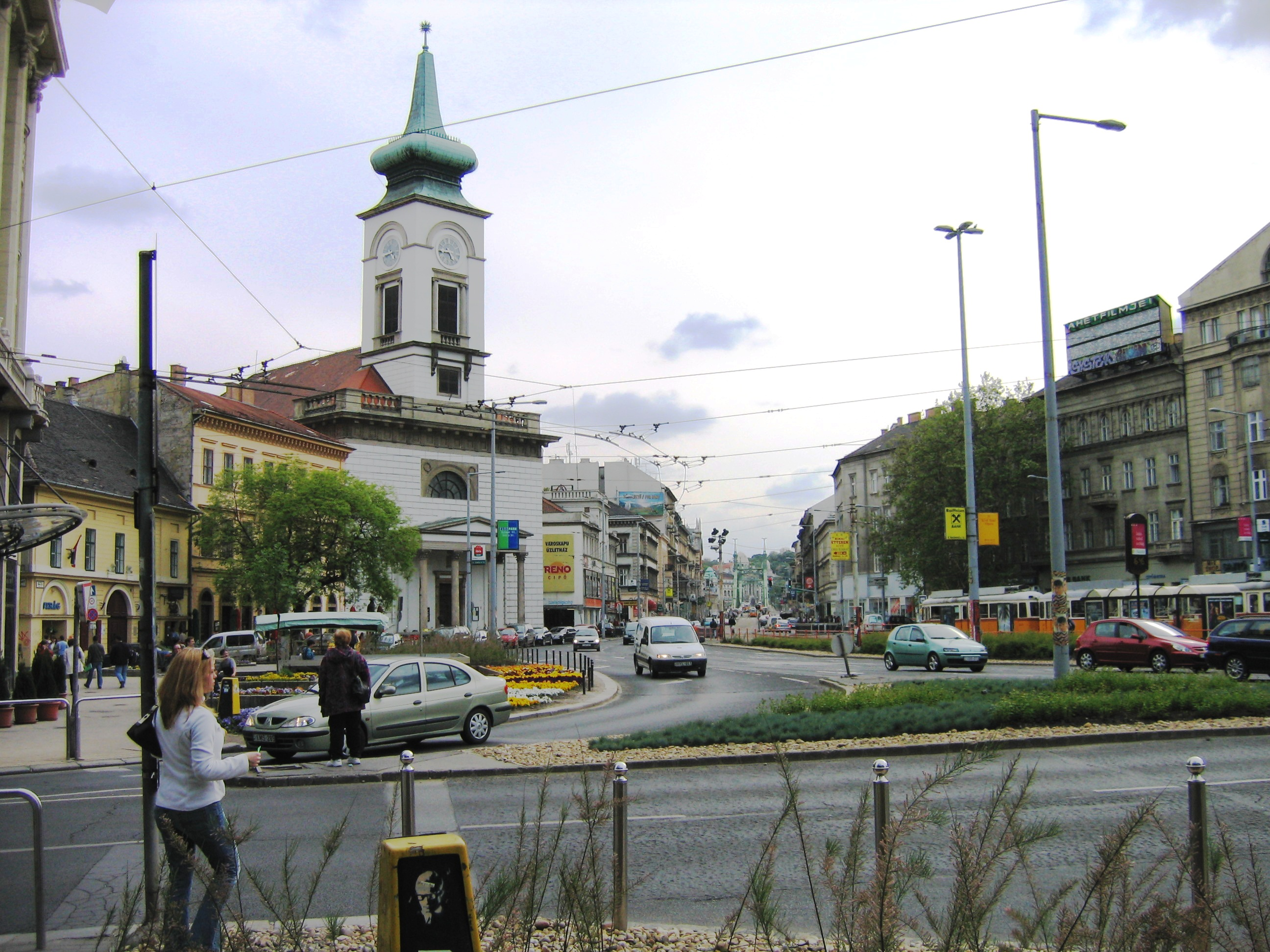
Der Calvinplatz im Jahre 2005

Im Jahre 1816 war man – trotz zahlreicher Widerstände – in der Lage, mit einem neuen Kirchenbau zu beginnen. Am 12. Juni 1816 wurde der Grundstein von der Erzherzogin Hermine, der zweiten Ehefrau des Palatin Joseph, gelegt. Mit der Planung wurde der Baumeister Vince Hild beauftragt. Es wurde ein Gotteshaus im Stil des Klassizismus errichtet, die ursprüngliche Planung sah zwei Türme vor und das Fundament wurde auch dementsprechend ausgeführt.
Die Einweihung erfolgte am 8. Juni 1830. Zu der Feier waren zahlreiche Vertreter des öffentlichen Lebens eingeladen, wie aus der damaligen zeitgenössischen Presse zu entnehmen ist. Nach der offiziellen Einweihung folgten noch weitere Ergänzungsarbeiten, so wurde die Vorhalle des Haupteingangs mit den vier korinthischen Säulen sowie die zweistufigen Emporen von den Kirchenarchitekten Joseph Hild geplant. Er vervollständigte auch die architektonische Ausschmückung des Innenraumes: 1831 ließ er einen Schalldämpfer über die Kanzel anbringen. Der puritanische, in weiß gehaltene Innenraum wirkt jedoch monumental.
Die Turmuhr wurde im Jahre 1843 eingesetzt. Ein für die reformierten Kirchen der Länder des ehemaligen Königreichs Ungarn charakteristisches Symbol ist der Stern an der Turmspitze, der an Bethlehem und die Auffindung von Christus hindeutet.
Während des Winterhochwassers 1838, das in Pest verheerende Schäden anrichtete, wurde auch die Kirche stark beschädigt. Die Westseite des Baus stürzte nahezu gänzlich ein. Mit dem Wiederaufbau konnte erst im Jahre 1847 begonnen werden. Die Finanzierung erfolgte überwiegend aus dem Nachlass von Lady Charlotte Strachan († 12. November 1851) der englischen Gattin des Grafen Emanuel Zichy de Ferraris (* 1808, † 1877).
1859 erhielt der Turm eine Haube aus Kupferblech. Die Planung hierfür stammte von dem Architekten Johann Buchold. Weitere ausführliche Renovierungsarbeiten wurden im Jahre 1926 durchgeführt. Während des Zweiten Weltkrieges wurde die Kirche schwer beschädigt. Die Behebung dieser Schäden erfolgte 1947. Die letzten bedeutenden Restaurierungsarbeiten erfolgten zwischen 1967 und 1969, in dieser Zeit wurde die Kirche auch unter Denkmalschutz gestellt. 1980 verursachte der U-Bahn-Bau beträchtliche Schäden am Bauwerk, die jedoch ebenfalls – durch eine Generalrenovierung – behoben werden konnten.

### Mausoleum

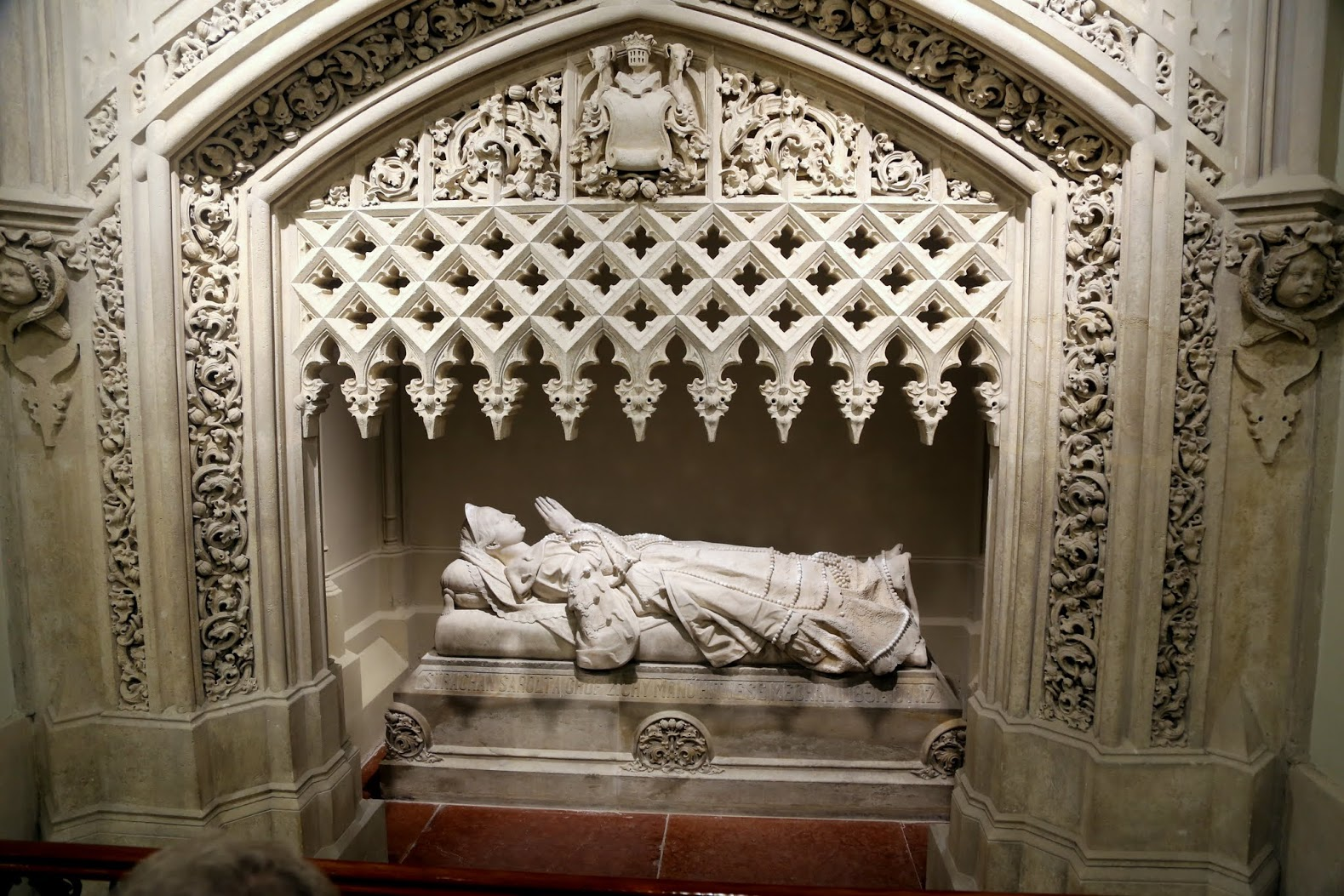
Sarkophag von Lady Charlotte Strachan im Mausoleum der Reformierten Kirche am Kalvinplatz.

1854 wurde an der Ostseite der Kirche ein Mausoleum (mit Krypta) angebaut. Lady Charlotte Strachan gehörte der Anglikanischen Gemeinschaft an, unterstützte jedoch großzügig die Errichtung der Kirche, deshalb durfte sie mit einer Sondergenehmigung in einem an die Kirche angebauten Mausoleum bestattet werden, da in Reformierten Kirchen H.B. jeglicher Bildschmuck verboten ist. Das Mausoleum wurde im Stil der Neogotik vom Architekten Friedrich Fessel (* 1821, † 1884) durchgeführt. Den Sarkophag gestaltete der französische Bildhauer Raymond Gayrard (* 1777, † 1858).

### Orgel
Die Orgel wurde 1830 von der Wiener Orgelbaufirma Jacob Deutschmann erbaut. Die ursprüngliche Orgel hatte 2 Manuale und ein Pedal, eine mechanische Traktur und 23 Register.
1891 und 1904 wurde sie von Joseph Angster umgebaut und vergrößert (3 Manuale mit pneumatischer Traktur und 42 Register)
Im Jahre 1955 wurde vom Orgelbauer August Schaffer eine elektrische Traktur eingebaut.
Der Orgelbauer Endre Tarnai führte 1985 eine weitere Vergrößerung durch.
Im Jahre 2014 wurde die Orgel von der Fünfkirchener Firma Orgonaépitő Manufaktúra Kft. in den ursprünglichen Klangzustand (Deutschmann) zurückversetzt (zwei Manuale, ein Pedal, mechanische Traktur, jedoch 30 Register).

### Glocken
Ursprünglich hatte die Kirche drei Glocken, die am 29. August 1830 feierlich eingeweiht wurden. Die Glocken waren ein Werk des Glockengießers Heinrich Eberhard. Während des Ersten Weltkrieges wurden die zwei kleineren Glocken requiriert und zu Kriegszwecken eingeschmolzen. Die im Kirchturm verbliebene Glocke erlitt 1980 einen Sprung und musste durch eine neue Glocke ersetzt werden. Diese wurde in der Werkstatt von Miklós Combos gefertigt und hat ein Gewicht von 1050 kg.

### Platz
Der Platz vor der Kirche hieß in früheren Zeiten Heumarkt. 1874 wurde er nach dem denkmalgeschützten Bau der Reformierten Kirche in Gedenken des Reformators und Begründers des Kalvinismus Johannes Calvin in Kalvinplatz umbenannt. Vor der Kirche wurde eine Statue von Johannes Calvin aufgestellt, ein Werk des ungarischen Bildhauers Barna Búza. Der Platz gehört heute zu den belebtesten Plätzen von Budapest. In der Umgebung der Kirche befinden sich die Reformierte Universität, das Gymnasium der Reformierten Kirche sowie das Bibelmuseum und ein Bücherladen. 